# Calisto darlingtoni
Calisto darlingtoni är en fjärilsart som beskrevs av Clench 1943. Calisto darlingtoni ingår i släktet Calisto och familjen praktfjärilar. Inga underarter finns listade i Catalogue of Life.